# Thecocodium perradialis
Thecocodium perradialis is een hydroïdpoliepensoort uit de familie van de Ptilocodiidae. De wetenschappelijke naam van de soort is voor het eerst geldig gepubliceerd in 2012 door Xu, Huang & Du.